# Coppa Italia 2021-2022 (pallanuoto maschile)
La Coppa Italia 2021-2022 di pallanuoto maschile è stata la 30ª edizione del trofeo.

## Prima fase
La prima fase prevede la suddivisione delle squadre in quattro gironi da 4 squadre ciascuno da disputarsi in sede unica a settembre. Le prime due classificate di ogni girone si qualificano alla fase successiva.

### Gironi
| Gruppo A   |
| AN Brescia |
| Quinto     |
| Salerno    |

| Gruppo B   |
| Pro Recco  |
| Roma Nuoto |
| Posillipo  |
| Anzio      |

| Gruppo C   |
| Trieste    |
| Savona     |
| Metanopoli |

| Gruppo D        |
| Ortigia         |
| Telimar Palermo |
| Lazio           |
| Catania         |

### Gruppo A
Qualificate:
- Brescia
- Quinto

### Gruppo B
Qualificate:
- Pro Recco
- Anzio

### Gruppo C
Qualificate:
- Trieste
- Savona

### Gruppo D
Qualificate:
- Ortigia
- Telimar

### Quarti di Finale[1]
| Arbitri: | Bianco Nicolai |

|                                                                               |           |                                   |
| Echenique, Ivović: 3 Mandić, Figlioli, Younger, Presciutti, Figari, Luongo: 1 | Marcatori | 1: Vlahović, Marziali, Migliaccio |

| 2022, ore 20:45 | Template:Savona | 18 – 6 | Anzio |  |

| 2022, ore 20:45 | AN Brescia | 10 – 8 | Ortigia |  |

| 2022, ore 20:45 | Template:Telimar Pallanuoto | 13 – 11 | Quinto |  |

### Semifinali[2]
| 2022 | Pro Recco | 11 – 7 | Template:Savona Pallanuoto |  |

| 2022 | AN Brescia | 11 – 4 | Template:Telimar |  |

### Finale 3º posto
| Genova 13 marzo 2022, ore 14:00 | Telimar Palermo | 9 – 10 (2-2; 2-3; 3-4; 2-1) referto | Template:Pallanuoto Savona |  |

### Finale
| Arbitri: | Severo Colombo |

|                                          |           |    |
| 2: Lazić, Dolce 1: C. Presciutti, Vicari | Marcatori | ?? |